# 1904 en philosophie
Chronologie de la philosophie
- 1900
- 1901
- 1902
- 1903
- 1904
- 1905
- 1906
- 1907
- 1908

L’année 1904 a été marquée, en philosophie, par les événements suivants :

## Publications

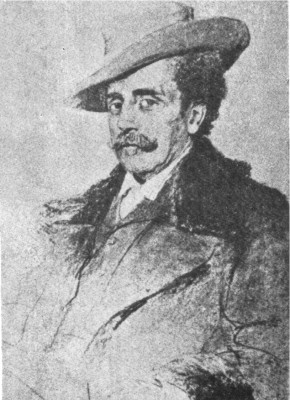
Antonio Labriola (1843-1904)
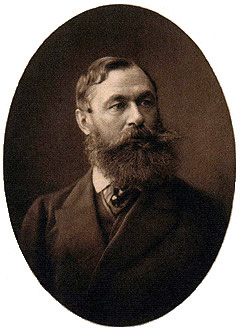
Boris Tsjitsjerin (1828-1904)
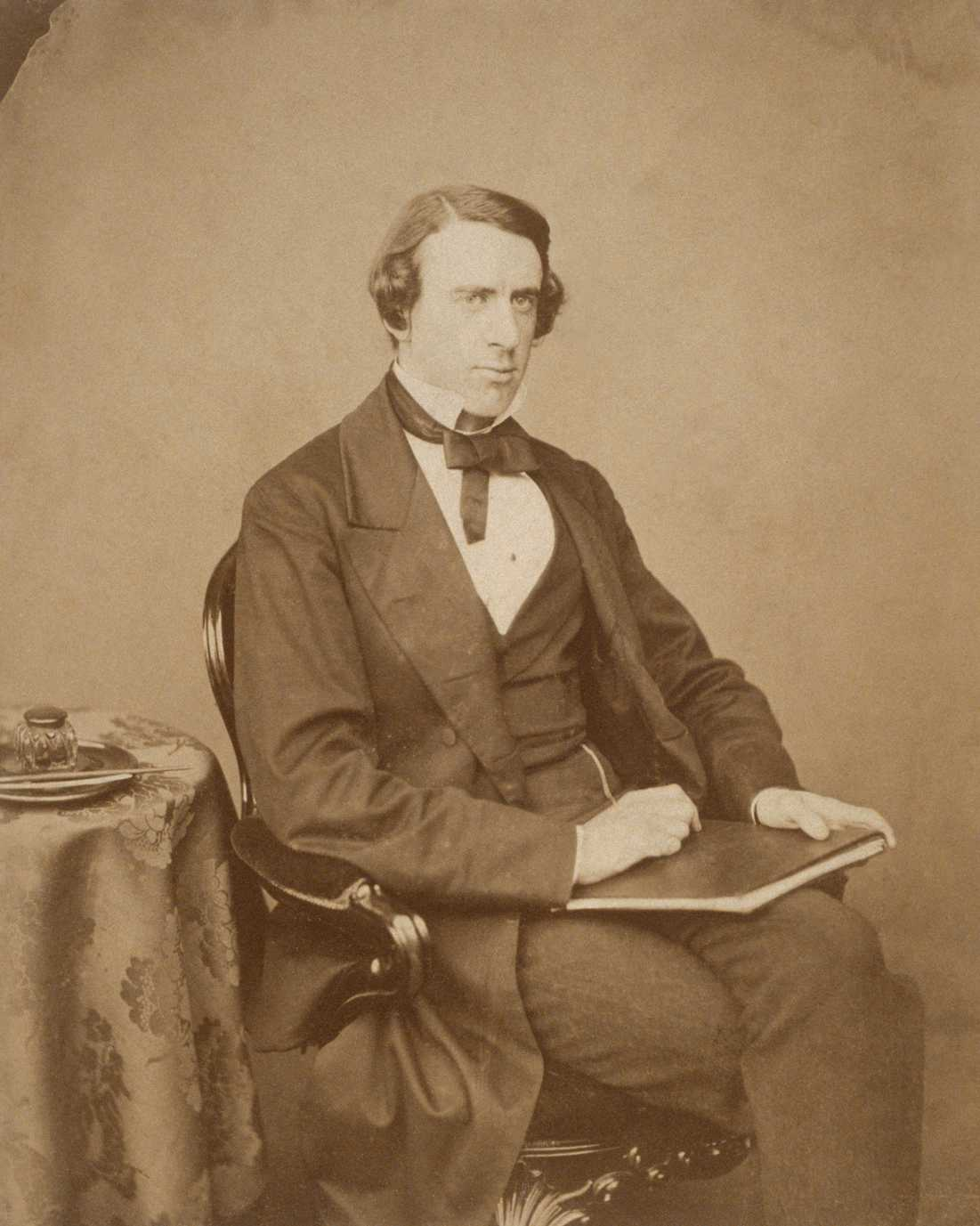
Leslie Stephen (1832-1904)
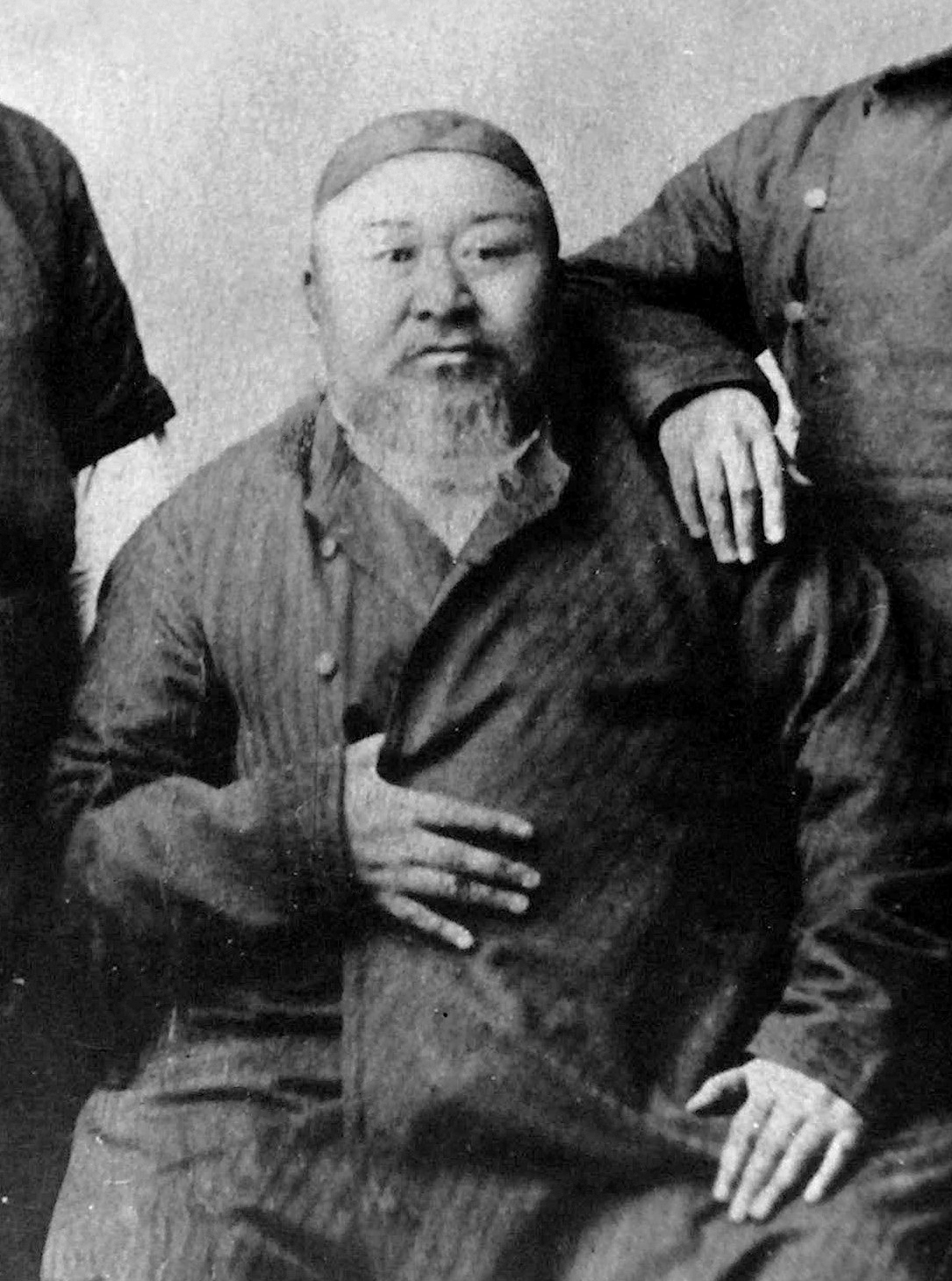
Abaj Qunanbajulij (1845-1904)
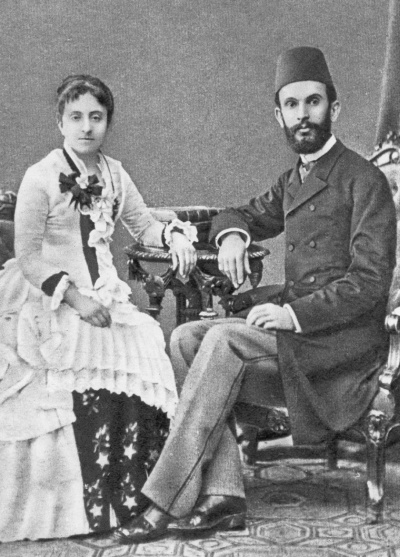
Emma et Sami Frashëri (1850-1904)

## Naissances
- 29 janvier : Arnold Gehlen (Allemagne, -1976)
- 20 mars : Burrhus Frederic Skinner (USA, -1990)
- 22 avril : María Zambrano (Espagne, -1991)
- ? avril : Cleto Carbonara (it) (Italie, -1998)
- 3 mai : Roberto Agramonte (Cuba, -1995)
- 4 mai : Josef Pieper (Allemagne, -1997)
- 4 juin : Georges Canguilhem (France, -1995)
- 8 juin : Éric Weil (Allemagne, -1977)
- 10 septembre : Max Shachtman (USA, -1972)
- 12 septembre : John Wisdom (Abgleterre, -1993)
- 4 décembre : Guido Calogero (Italie, -1986)
- 17 décembre : Bernard Lonergan (Acanda, -1984)

## Décès
- 12 février : Antonio Labriola (Italie, 1843-)
- 17 février : Boris Tsjitsjerin (Russie, 1828-)
- 22 février : Leslie Stephen (Angleterre, 1832-)
- 13 mai : Gabriel Tarde (France, 1843-)
- 5 juillet : Abaj Qunanbajulij (Kazakhstan, 1845-)
- 18 juillet : Sami Frashëri (Albanie, 1850-)
- 4 août : Christoph von Sigwart (Allemagne, 1830-)
- 24 août : Julius Bergmann (Allemagne, 1839-)
- 8 octobre : Gustav Ratzenhofer (Autriche, 1842-)
- 19 décembre : Ernst Hallier (de) (Allemagne, 1831-)